# Biserica de lemn din Dănulești

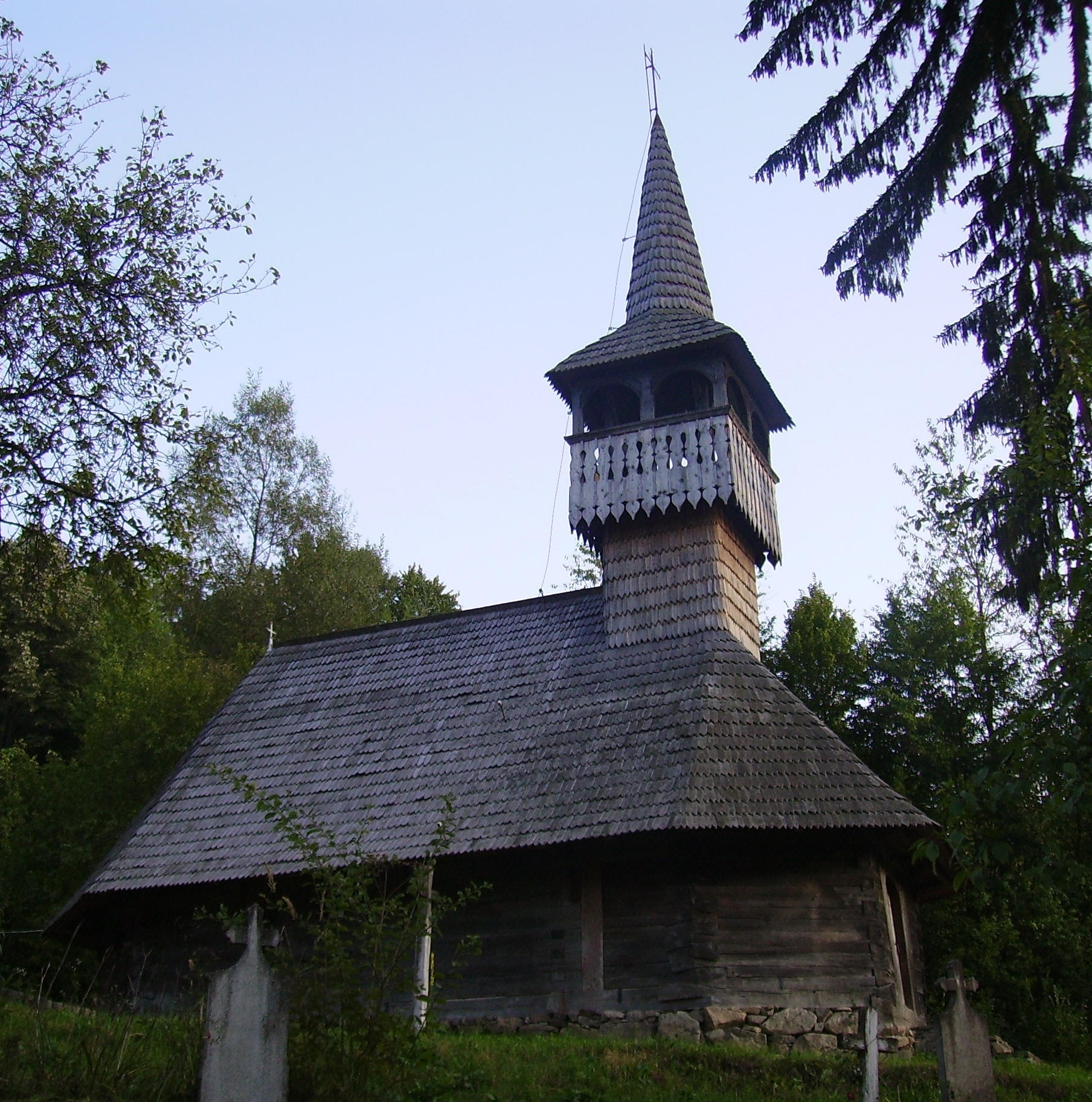
Biserica de lemn „Sfinții Arhangheli Mihail și Gavriil” din Dănulești, comuna Gurasada, județul Hunedoara, foto: august 2008.

Biserica de lemn din Dănulești, comuna Gurasada, județul Hunedoara a fost ridicată în secolul XVIII. Are hramul „Sfinții Arhangheli Mihail și Gavriil” (8 noiembrie) și figurează pe noua listă a monumentelor istorice, cod LMI HD-II-m-A-03306.

## Istoric și trăsături
Biserica „Sfinții Arhangheli Mihail și Gavriil” din satul Dănulești figurează doar în tabelele recensămintelor ecleziastice din anii 1805 și 1829-1831. Vechimea ei este susținută însă de prezența unui antimis din anul 1739, cu textul: „S-au blagoslovit și s-au sfințit de prea luminatul și prea sfințitul Inochentie, episcop al Făgărașului, în zilele prea înălțatului împărat Carol al VI-lea, anul Domnului 1739”.
Edificiul este acoperit cu șiță și respectă, din punct de vedere planimetric, tipologia lăcașurilor de cult învecinate: un dreptunghi cu terminații apusene și răsăritene nedecroșate, poligonale, cu trei laturi. Deasupra pronaosului se înalță un turn-clopotniță zvelt, cu foișor în console și fleșă ascuțită. Suprafața interioară a bârnelor este tencuită și văruită, dar poate ascunde urme ale unui vechi decor pictural, executat de același cunoscut meșter zugrav devean „popa Ioan”, frecvent întâlnit în zonă. Reparații importante au avut loc în anii 1961 și 2005.